# 踊せんべい

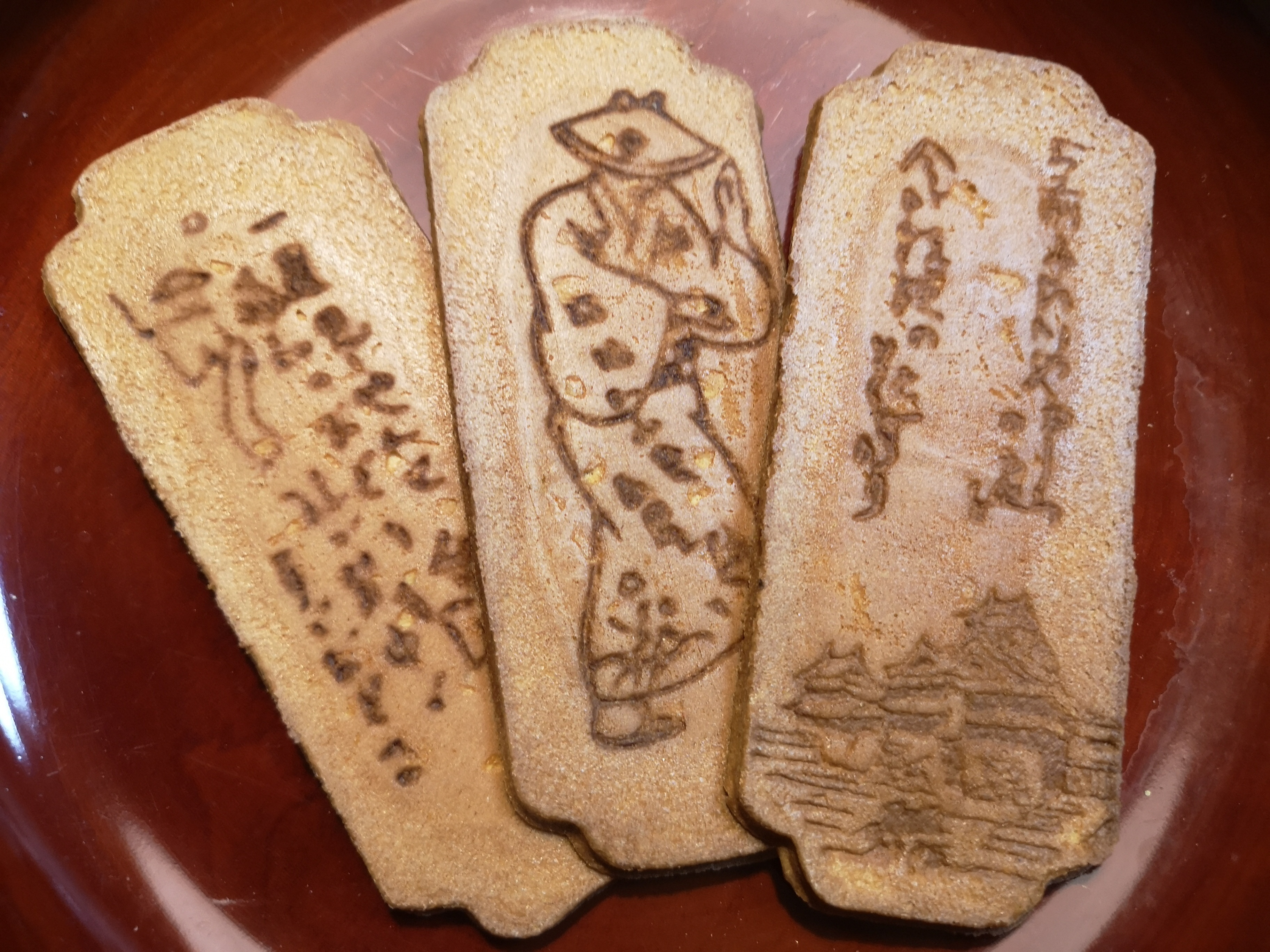
踊せんべい

踊せんべい（おどりせんべい）は、京都府福知山市岡ノ一町の菓子製造業「合同会社ちきり屋」が大正時代に製造販売を開始し、福知山市を代表する名物菓子とされる干菓子 。

## 特徴
カステラ生地で焼き上げたせんべいで、内側はサクサクとして、舌の上で溶けるのが特徴。
原材料は、グルテンの少ない小麦粉（超薄力粉のなかの特等粉）、砂糖（上白糖）、無農薬かつ低化学の飼料米で育てた契約養鶏場の丹波産鶏卵に、酵素が生存している国産の生蜂蜜、モンゴルのトロナ鉱石から精製した重曹を加え、独自の製法でこね慎重に焼き上げた踊り提灯型のせんべい。
戦国武将の明智光秀が福知山城を築城した際に、木や石材を運搬する領民が「どっこいせ」とあげた掛け声が発祥とさせる福知山音頭の踊りをモチーフにした踊り手の絵や歌詞の焼き印が押されている。
様々なアレンジ商品があり、福知山観光協会認定の「市の推奨土産」であり、福知山市を代表する土産物として定着している。

## 派生商品
- 「福知山踊かさね」- 粒あんをソフトタイプの「踊せんべい」で包んだもの[6]。第35期竜王戦第4局にも提供された。
- 「光秀せんべい」-「踊せんべい」と同じせんべいに、由良川や大江山を背景に、デフォルメされた明智光秀のイラストを描いたもの。「一子相伝で受け継いできた伝統を大切しながらも、新しく喜んでもらえるものを」と、4代目の足立大介が考案した。イラストは市内在住の若手イラストレーター菊地尚子が担当。福知山駅観光案内所などでも販売されている。
- 「福知山アイス」- ソフトタイプの「踊せんべい」で、福知山市上天津のカフェレストラン「あまづキッチン」のアイスクリームを包んだもの[7]。開発当初のフレーバーはミルク、いちご、ほうじ茶の3種類あり、ほうじ茶は福知山市内記の山城屋茶舗が自家焙煎したものを使用する[7]。その後、酒粕、ジンジャーシロップなどのフレーバーが加わった[4]。

## 歴史

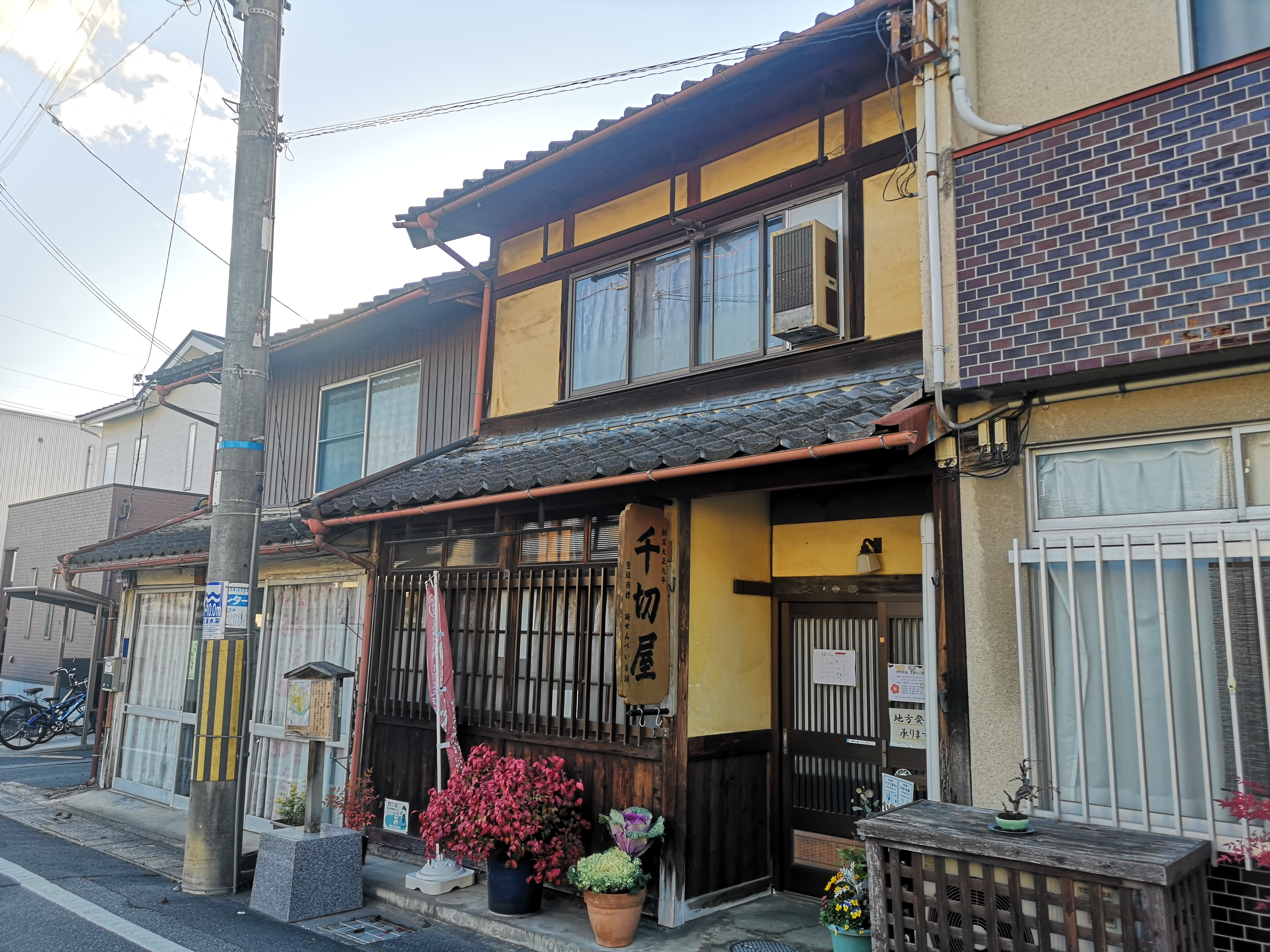
千切屋

発祥は1920年（大正9年）、千切屋（ちきりや）の初代店主である初代秀雄が考案した。試行錯誤の末、素朴で優雅な福知山音頭と踊りを味覚で表現しようと考案したものとされる。誕生までには全国を行脚しながら数年に及び研究を重ね、職人2名、弟子2名とともに製造した。
1945年（昭和20年)に2代目当主である雄三が踊せんべいの技術を受け継ぎ、福知山駅構内にて販売開始したほか、全国に行商販売も行った。
1975年（昭和50年)に3代目修一が看板を継ぎ、京都生協や市内スーパーマーケットでの販売を開始。「牛乳せんべい」、「大江山せんべい」などの類似商品の考案にも精を出し、2011年（平成23年）頃、「踊かさね」を編み出した。元祖である「踊せんべい」をアレンジした商品開発はこの頃から本格化したという。
2012年（平成24年)、4代目当主の足立大介が、「踊せんべい」を継承。「踊かさね」の季節限定商品や、フードプリンターを導入してオリジナルせんべいの受注に着手する。
2017年（平成29年）、福知山市内のカフェレストラン・あまづキッチンや山城屋茶舗とコラボ開発した新商品「福知山アイス」の販売を開始した。
2021年（令和3年）8月、ちきり屋はコロナ禍の巣ごもり需要に対応した自宅で楽しめるスイーツとして、「踊せんべい」と同じ小麦粉、砂糖、はちみつを使ったパンケーキとフルーツサンドの販売を週2回開始した。
2022年（令和4年）5月26日から6月6日まで全国のユニクロの店舗（一部を除く）とユニクロ公式オンラインストアで開催された感謝祭のプレゼント企画商品に、京都府代表の銘菓として「ちきり屋」の踊せんべいが選ばれ、踊せんべい2袋を感謝祭の小箱に入れて配られた。
2022年（令和4年）9月1日から11月30日まで羽田空港内で名産品などを販売する「ANA FESTA」に福知山の特設ブースが設けられ、「ちきり屋」の踊せんべいも出店した。
2022年（令和4年）11月8日、11月9日に福知山城で行われた第35期竜王戦第4局での、藤井聡太竜王と挑戦者の広瀬章人八段に、アレンジ商品のひとつである「福知山踊かさね」が提供された。

## 受賞歴
- 1934年（昭和9年4月）- 第2回全国菓子大共進會　壹等賞金牌授与[15]。
- 1938年（昭和13年10月）- 全国菓子共進會 一等金賞牌授与。
- 1969年（昭和44年11月）- 第3回日本商工殿堂表彰大会にて内閣総理大臣 佐藤栄作より名誉総裁賞授与[16]
- 1977年（昭和52年2月）- 第19回全国菓子大博覧会 名誉大賞授与。
- 1994年（平成6年4月）- 第22回全国菓子大博覧会 大臣栄誉賞授与。
- 1998年（平成10年5月）- 第23回全国菓子大博覧会 特別功労賞授与。